# Hino (Tokio)
Hino (jap. 日野市 Hino-shi) – miasto w Japonii, na wyspie Honsiu, w prefekturze metropolitarnej Tokio, nad rzeką Tama. Ma powierzchnię 27,55 km². W 2020 r. mieszkało w nim 190 261 osób, w 90 270 gospodarstwach domowych  (w 2010 r. 179 464 osoby, w 81 286 gospodarstwach domowych) Ośrodek przemysłu samochodowego, elektronicznego i precyzyjnego. W mieście znajduje się duży ogród botaniczny i zoologiczny.
W okresie Edo (1603-1868) Hino pełniło funkcję shukuby; w miejscowości znajdowała się także przystań promowa. W 1893 region Santama przeszedł z prefektury Kanagawa do prefektury miejskiej Tokio (jap. 東京府 Tōkyō-fu), a Hino-juku otrzymało status miejscowości (jap. 町 chō). W 1963 roku Hino-chō zostało przemianowane na Hino-shi.